# スーパーJチャンネルしずおか
『スーパーJチャンネルしずおか』（スーパージェイチャンネルしずおか）は、1997年3月31日から2000年6月2日まで静岡朝日テレビで放送された平日夕方のローカルニュース番組。
テレビ朝日 （ANN）で放送されている『スーパーJチャンネル』のローカルパートである。

## 概略
テレビ朝日で放送されている夕方の基幹ニュースが『ステーションEYE』から『ANNスーパーJチャンネル』にリニューアルし、ローカルニュースも同番組内に内包されたことから、それに合わせてリニューアルされた。
その後、静岡朝日テレビでは2000年6月5日に夕方ワイド番組『とびっきり!しずおか』を開始することとなり、テレビ朝日発の17時台のネットも打ち切られた。ローカルニュースは『とびっきり!しずおか』の枠内に吸収され、このタイトルでのローカルニュース番組は2000年5月下旬をもって終了した。

## キャスター
- 大長克哉[1][2]
- 橘尚代[1]
- 中野佳也子[1]
- 石田和外[1]
- 遠藤行洋[2]